# Circuit urbain de Moscou
Le circuit urbain de Moscou (en russe : Московский уличный округ) est un circuit automobile temporaire empruntant les rues de la ville de Moscou. Il a accueilli l'unique édition de l’ePrix de Moscou comptant pour la première saison du championnat de Formule E FIA.

## Historique
Moscou et sa région ont une histoire commune récente avec le sport automobile. En effet, depuis la naissance de ce dernier, ils ont été peu associés à des compétitions majeures de sport automobile.
Une occasion manquée survient en 1982, où Bernie Ecclestone sollicite Léonid Brejnev et obtient l'accord de celui-ci pour organiser, en août 1983, à Moscou, sur le mont Lénine, l'actuel Mont-aux-Moineaux, un Grand Prix d'URSS. Mais le projet échoue à la suite de la mort de Leonid Brejnev et celle du vice-président de la Fédération internationale du sport automobile.
En 2011, la capitale accueille en démonstration l'EF01 Formulec, une voiture de course électrique française.
La situation change l’année suivante avec la sortie de terre du Moscow Raceway, un complexe sportif dédié aux sports mécaniques et situé dans l'ouest de l’Oblast de Moscou. Il a accueilli deux championnats du monde, le FIA GT1 et celui des voitures de tourisme, ainsi que les World Series by Renault qui l'ont inauguré.
Deux ans plus tard a lieu la première course de Formule 1 en Russie à Sotchi.

### Formule E
En 2014, année de la première saison du championnat de Formule E FIA, Rio de Janeiro, alors inscrite au calendrier, annule la manche prévue. La manche vacante est alors attribuée à Moscou,.
L'unique course de Formule E a lieu lors de la saison inaugurale le 6 juin 2015. Jean-Éric Vergne obtient la pole mais c'est le brésilien Nelson Piquet Jr. qui remporte la course,.
L'événement est un succès, d'une part car l’affluence est importante et d'autre part car le tracé est situé au cœur de la ville et côtoie des lieux et monuments connus,,.
La course et le circuit ne sont cependant pas au calendrier de la saison suivante. Selon la FIA, des « fermetures de routes qui n’étaient pas prévues » empêche la Formule E de revenir à Moscou.

## Environnement

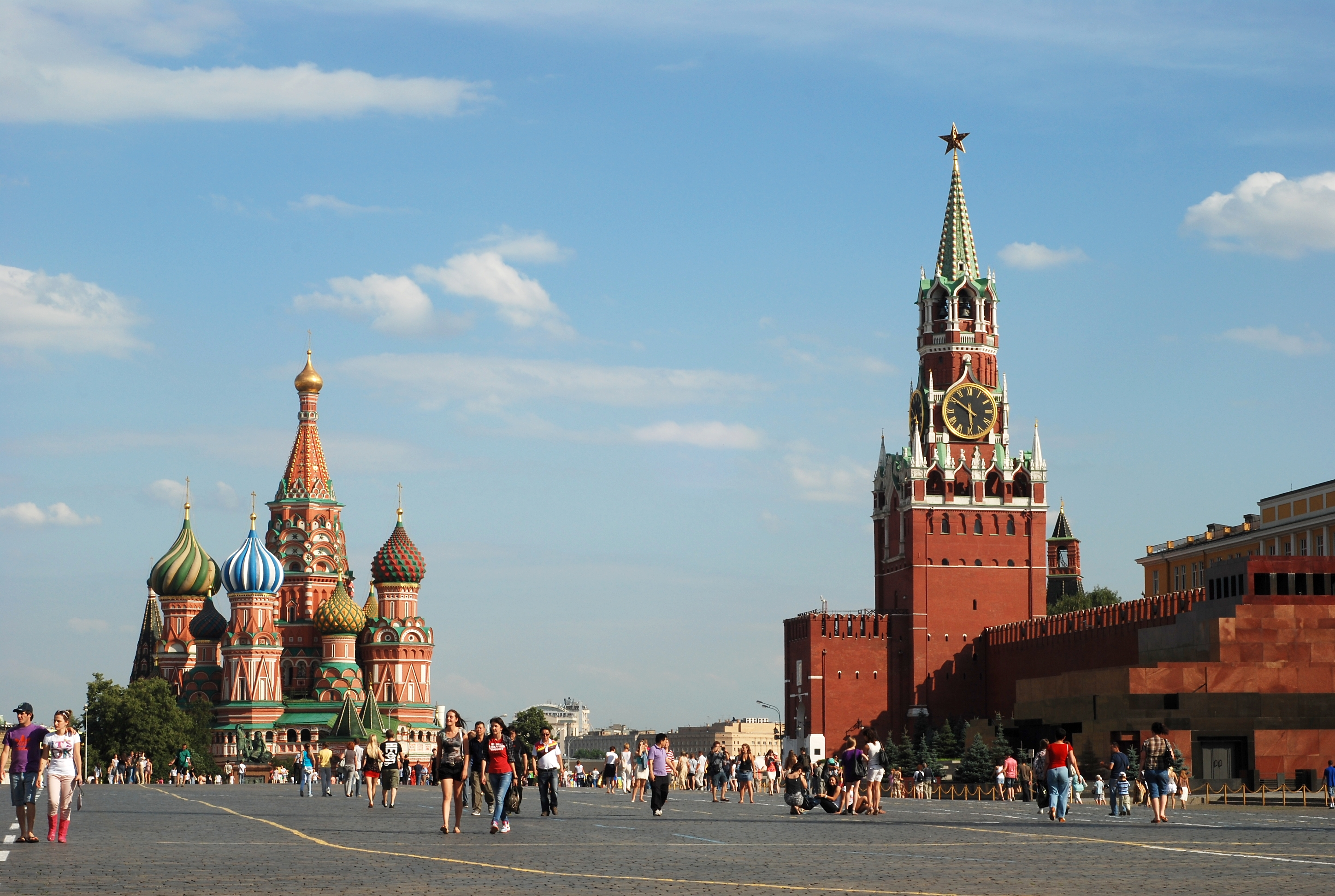
Vue de la Place Rouge avec le Kremlin et la cathédrale Saint-Basile.

Le circuit se situe dans le centre-ville de Moscou. La ligne de départ/arrivée se situe sur la Moskworezkaja nabereschnaja, soit sur la rive gauche de la Moskova. Le tracé se dirige ensuite vers le nord et utilise des rues issues de la destruction de l’hôtel Rossiya. Il passe également par le quartier d'affaires Kitaï-gorod, la place Staraya et le pont Bolchoï Moskvoretski. Du fait de sa situation, le circuit est à proximité immédiate du Kremlin, de la cathédrale Saint-Basile, de la Place Rouge ou encore de la halle marchande Gostiny Dvor. En fin de tour, il contourne le parc Staraya (en).

## Tracé
Le circuit urbain de Moscou est de sens horaire, il est long de 2,390 km et comprend treize virages, dont deux épingles en fin de tracé. Une chicane vient altérer le tracé. L'emplacement de la voie des stands n'est pas situé parallèlement à la ligne droite de départ/arrivée mais avant le dernier virage. La variété et le nombre  de ses virages ainsi que les multiples lignes droites rendent difficile la configuration des monoplaces.